# Galena

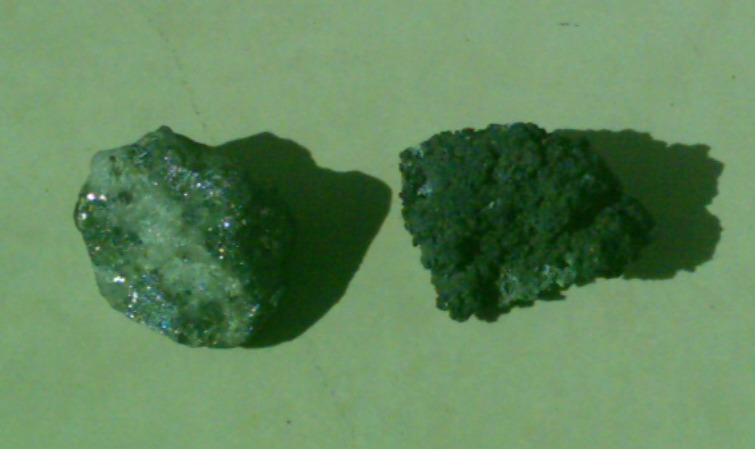
Cristales de galena natural (izquierda) y artificial (derecha) empleados en radios primitivas.

La galena es un mineral del grupo de los sulfuros. Forma cristales cúbicos, octaédricos y cubo-octaédricos. Su dureza en la escala de Mohs es de 2,5 a 3. La disposición de los iones en el cristal es la misma que en el cloruro de sodio (NaCl), la sal marina. Su fórmula química es PbS.
Químicamente se trata de sulfuro de plomo aunque puede tener cantidades variables de impurezas. Así, su contenido en plata puede alcanzar el uno por ciento.

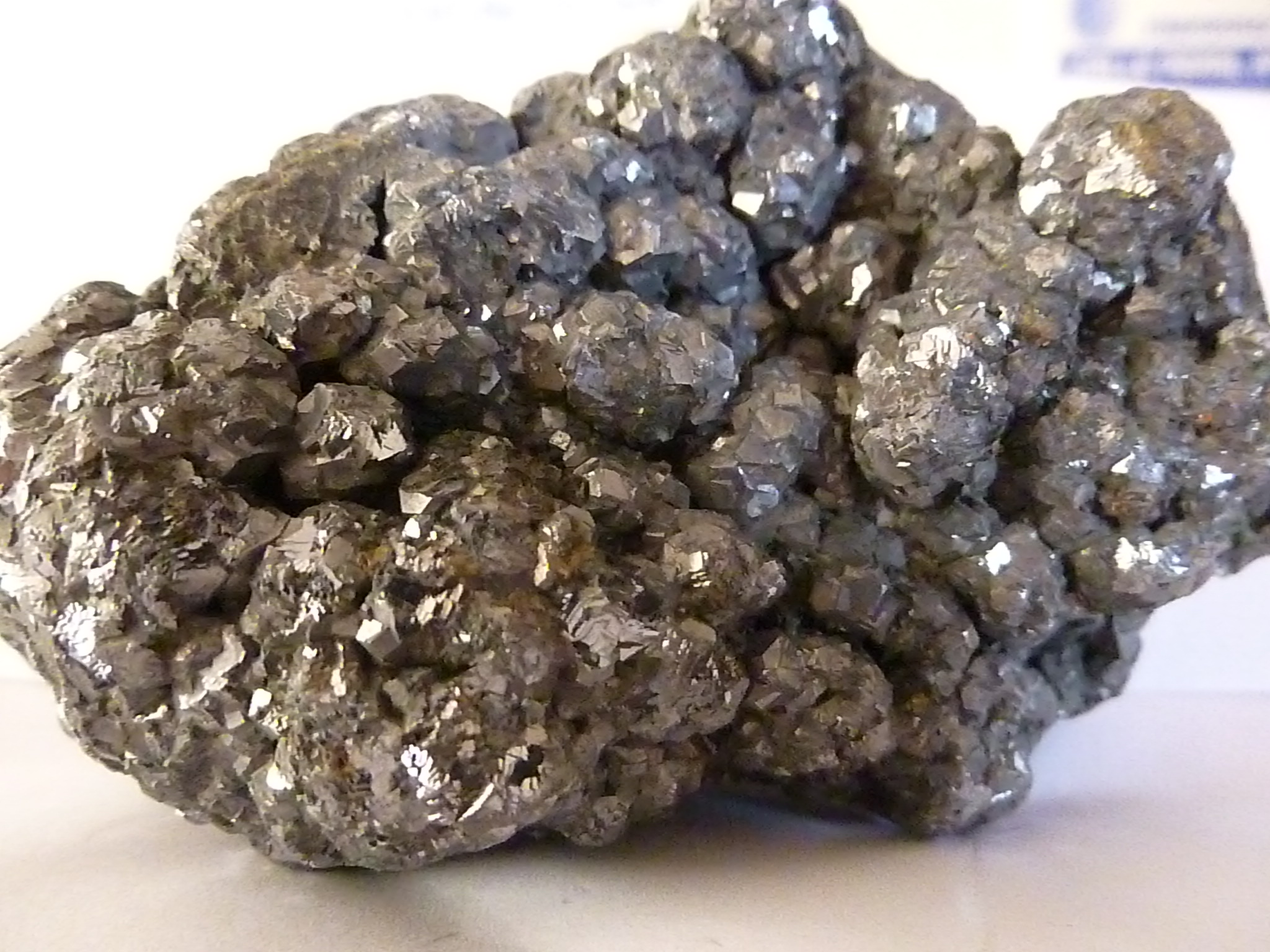
Cristales de galena.

## Yacimientos
La galena se encuentra de forma cristalina o maciza. Se halla tanto en rocas metamórficas como en depósitos volcánicos de sulfuros, en los últimos a menudo acompañada por minerales de cobre.
Uno de los yacimientos más importantes de la historia del mineral está en la ciudad de Linares (mina La Tortilla), aunque actualmente se encuentra cerrado.
La mayoría de pozos e instalaciones están situados en la parte norte de la ciudad, y es posible llegar hasta buena parte de estas ruinas siguiendo una extensa red de senderos de pequeño recorrido debidamente señalizados.
También se encuentra en unos yacimientos en rocas calizas y dolomíticas.

## Composición y minerales afines
La fórmula PbS contiene el 86,6 % de plomo con pequeñas cantidades de cadmio, antimonio, bismuto y cobre. El azufre puede estar sustituido por selenio, dando el término de la serie isomorfa clausthalita, o por telurio, llamándose entonces altaita. Puede tener abundante plata (variedad galena argentífera). La galena con estaño se denomina plumboestannina.

## Aplicaciones
La galena es una de las principales menas del plomo. En el Antiguo Egipto se utilizaba molida como base para el kohl, un polvo cosmético empleado para proteger los ojos. También se usó en la elaboración de esmaltes para vasijas cerámicas. Los cristales de galena tuvieron importante uso en la etapa de las radios primitivas como elemento rectificador de las señales captadas por la antena; posteriormente fueron reemplazados por el diodo.

## Formación
En filones hidrotermales en los niveles más altos de la corteza terrestre.

## Identificación
Es soluble en ácido clorhídrico, emanando el olor de "huevos podridos" del ácido sulfhídrico.